# Rivière Tonnancour
Rivière Tonnancour är ett vattendrag i Kanada.   Det ligger i provinsen Québec, i den sydöstra delen av landet, 400 km norr om huvudstaden Ottawa.
I omgivningarna runt Rivière Tonnancour växer i huvudsak blandskog. Trakten runt Rivière Tonnancour är nära nog obefolkad, med mindre än två invånare per kvadratkilometer.